# Anna Krüger (Literaturwissenschaftlerin)
Anna Krüger (* 31. Mai 1904 in Vandsburg; † 1991 in Bad Nauheim) war eine deutsche Literaturwissenschaftlerin und Fachdidaktikerin der Literatur.

## Leben
Ab 1910 besuchte sie in Westpreußen die Volks- und Mittelschule, von 1919 bis 1925 die Erziehungs- und Bildungsanstalten in Droyßig bei Zeitz. Drei Jahre unterrichtete sie als Hauslehrerin, dann studierte sie bis 1934 an der Humboldt-Universität zu Berlin die Fächer Germanistik, Geschichte, Anglistik, Philosophie und Volkskunde und absolvierte das Staatsexamen zum Lehramt. Von 1935 bis 1939 arbeitete sie als Assistentin der Akademie der Wissenschaften am Grimmschen Wörterbuch mit. Ihre Dissertation in deutscher Philologie erschien 1938. Trotzdem blieb ihr eine Hochschullaufbahn erst verwehrt, weshalb sie 1939 wieder in den Schuldienst zurückging. Ab 1943 unterrichtete sie an der Lehrerbildungsanstalt in Hirschberg. Wenige Wochen vor der Flucht aus Hirschberg wurde sie zur Studienrätin ernannt. 1946 wurde sie als Dozentin für deutsche Literatur und ihre Methodik im hessischen Weilburg am Pädagogischen Institut eingestellt und dort 1955 zur Professorin ernannt. 1963 wurde sie an die Universität Gießen überführt.
Sie befasste sich vor allem mit der Jugendliteratur und stellte literaturästhetische Kriterien für einen Bildungskanon auf, z. B. Erich Kästners Emil und die Detektive für die 5. Klasse oder Kurt Helds Die Rote Zora und ihre Bande für die 8. Klasse. Sie suchte die „gute“ Literatur, die auch als Kunstwerk gelten kann. Andere Autoren wie Malte Dahrendorf verwarfen den Kanongedanken, wiederum andere wollten keine Jugend-, sondern Erwachsenenliteratur im Unterricht (Rolf Geißler 1964).
Sie stiftete ihr Vermögen für die eigene Stiftung, die den Anna-Krüger-Preis über das Wissenschaftskolleg zu Berlin für allgemeinverständlich geschriebene Fachliteratur vergibt.

## Schriften
- Stilgeschichtliche Untersuchungen zu Ottokars Österreichischer Reimchronik, Leipzig 1938 [= Berliner Dissertation]
- Das Buch – Gefährte eurer Kinder, 1952 u. ö.
- Kinder- und Jugendliteratur als Klassenlektüre, Luchterhand, Berlin 1963 u. ö. ISBN 978-3-407-10805-0
- Die erzählende Kinder- und Jugendliteratur im Wandel, Diesterweg 1980, ISBN 978-3-425-05120-8